# لیمپن
لیمپن (به انگلیسی: Lympne) یک روستا و محله مدنی در بریتانیا است که در Folkestone and Hythe واقع شده‌است. لیمپن ۱٬۵۷۵ نفر جمعیت دارد.